# Dresdner Sportclub 1898 2020-2021 (pallavolo femminile)
Questa voce raccoglie le informazioni riguardanti il Dresdner Sportclub 1898 nelle competizioni ufficiali della stagione 2020-2021.

## Organigramma societario
Area direttiva
- Presidente: Jörg Dittrich

Area tecnica
- Allenatore: Alexander Waibl
- Allenatore in seconda: Konstantin Bitter
- Assistente allenatore: Andreas Renneberg, Mateusz Żarczyński, Łukasz Zarębkiewicz
- Scoutman: Mateusz Żarczyński

Area sanitaria
- Medico: Attila Höhne, Tino Lorenz
- Fisioterapista: Jacek Bentkowski

## Rosa
| N° | Nome              | Ruolo | Data di nascita  | Nazionalità sportiva |
| -- | ----------------- | ----- | ---------------- | -------------------- |
| 1  | Lenka Dürr        | L     | 10 dicembre 1990 | Germania             |
| 3  | Emma Cyris        | S     | 9 aprile 1991    | Germania             |
| 6  | Jennifer Geerties | S     | 5 aprile 1994    | Germania             |
| 8  | Monique Strubbe   | C     | 5 luglio 2001    | Germania             |
| 9  | Morgan Hentz      | L     | 27 luglio 1998   | Stati Uniti          |
| 10 | Lena Stigrot      | S     | 20 dicembre 1994 | Germania             |
| 11 | Maja Storck       | O     | 8 ottobre 1998   | Svizzera             |
| 12 | Naya Crittenden   | O     | 15 giugno 1995   | Stati Uniti          |
| 13 | Julia Wesser      | S     | 4 giugno 2003    | Germania             |
| 14 | Jenna Gray        | P     | 28 febbraio 1998 | Stati Uniti          |
| 15 | Lina-Marie Lieb   | S     | 30 luglio 2001   | Germania             |
| 16 | Madeleine Gates   | C     | 30 ottobre 1998  | Stati Uniti          |
| 17 | Camilla Weitzel   | C     | 11 giugno 2000   | Germania             |
| 18 | Sarah Straube     | P     | 26 aprile 2002   | Germania             |
| -  | Laura Berger      | C     | 12 novembre 2002 | Germania             |
| -  | Juli Klause       | S     | 10 ottobre 2002  | Germania             |
| -  | Lena Linke        | C     | 18 dicembre 2003 | Germania             |
| -  | Lydia Stemmler    | O     | 20 luglio 2001   | Germania             |
| -  | Sina Stöckmann    | S     | 5 gennaio 2002   | Germania             |

## Statistiche

### Statistiche di squadra
| Competizione       | Punti | In casa | In casa | In casa | In trasferta | In trasferta | In trasferta | Totale | Totale | Totale |
| Competizione       | Punti | G       | V       | P       | G            | V            | P            | G      | V      | P      |
| ------------------ | ----- | ------- | ------- | ------- | ------------ | ------------ | ------------ | ------ | ------ | ------ |
| 1. Bundesliga      | 51    | 15      | 13      | 2       | 14           | 11           | 3            | 29     | 24     | 5      |
| Coppa di Germania  | -     | 0       | 0       | 0       | 2            | 1            | 1            | 2      | 1      | 1      |
| Supercoppa tedesca | -     | -       | -       | -       | -            | -            | -            | 1      | 0      | 1      |
| Coppa CEV          | -     | 1       | 0       | 1       | 0            | 0            | 0            | 1      | 0      | 1      |
| Totale             | -     | 16      | 13      | 3       | 16           | 12           | 4            | 33     | 25     | 8      |

G = partite giocate; V = partite vinte; P = partite perse

### Statistiche dei giocatori
| Giocatore     | 1. Bundesliga | 1. Bundesliga | 1. Bundesliga | 1. Bundesliga | 1. Bundesliga | Coppa di Germania | Coppa di Germania | Coppa di Germania | Coppa di Germania | Coppa di Germania | Supercoppa tedesca | Supercoppa tedesca | Supercoppa tedesca | Supercoppa tedesca | Supercoppa tedesca | Coppa CEV | Coppa CEV | Coppa CEV | Coppa CEV | Coppa CEV | Totale | Totale | Totale | Totale | Totale |
| Giocatore     | P             | PT            | AV            | MV            | BV            | P                 | PT                | AV                | MV                | BV                | P                  | PT                 | AV                 | MV                 | BV                 | P         | PT        | AV        | MV        | BV        | P      | PT     | AV     | MV     | BV     |
| ------------- | ------------- | ------------- | ------------- | ------------- | ------------- | ----------------- | ----------------- | ----------------- | ----------------- | ----------------- | ------------------ | ------------------ | ------------------ | ------------------ | ------------------ | --------- | --------- | --------- | --------- | --------- | ------ | ------ | ------ | ------ | ------ |
| L. Berger     | 0             | 0             | 0             | 0             | 0             | -                 | -                 | -                 | -                 | -                 | -                  | -                  | -                  | -                  | -                  | -         | -         | -         | -         | -         | 0      | 0      | 0      | 0      | 0      |
| N. Crittenden | 13            | 41            | 36            | 5             | 0             | 1                 | 1                 | 1                 | 0                 | 0                 | 1                  | 1                  | 1                  | 0                  | 0                  | 1         | 0         | 0         | 0         | 0         | 16     | 43     | 38     | 5      | 0      |
| E. Cyris      | 26            | 82            | 66            | 7             | 9             | 2                 | 0                 | 0                 | 0                 | 0                 | 0                  | 0                  | 0                  | 0                  | 0                  | 1         | 1         | 0         | 1         | 0         | 29     | 83     | 66     | 8      | 9      |
| L. Dürr       | 26            | 0             | 0             | 0             | 0             | 2                 | 0                 | 0                 | 0                 | 0                 | 1                  | 0                  | 0                  | 0                  | 0                  | 1         | 0         | 0         | 0         | 0         | 30     | 0      | 0      | 0      | 0      |
| M. Gates      | 26            | 161           | 109           | 43            | 9             | 2                 | 14                | 5                 | 9                 | 0                 | 1                  | 10                 | 9                  | 1                  | 0                  | 1         | 9         | 6         | 3         | 0         | 30     | 194    | 129    | 56     | 9      |
| J. Geerties   | 29            | 363           | 295           | 33            | 35            | 2                 | 22                | 20                | 1                 | 1                 | 1                  | 7                  | 6                  | 0                  | 1                  | 1         | 15        | 14        | 0         | 1         | 33     | 407    | 335    | 34     | 38     |
| J. Gray       | 28            | 78            | 39            | 21            | 18            | 2                 | 3                 | 1                 | 2                 | 0                 | 1                  | 4                  | 2                  | 0                  | 2                  | 1         | 6         | 4         | 1         | 1         | 32     | 91     | 46     | 24     | 21     |
| M. Hentz      | 14            | 0             | 0             | 0             | 0             | 2                 | 0                 | 0                 | 0                 | 0                 | 1                  | 0                  | 0                  | 0                  | 0                  | -         | -         | -         | -         | -         | 17     | 0      | 0      | 0      | 0      |
| J. Klause     | 0             | 0             | 0             | 0             | 0             | -                 | -                 | -                 | -                 | -                 | -                  | -                  | -                  | -                  | -                  | -         | -         | -         | -         | -         | 0      | 0      | 0      | 0      | 0      |
| L.M. Lieb     | 6             | 1             | 0             | 0             | 1             | 0                 | 0                 | 0                 | 0                 | 0                 | 0                  | 0                  | 0                  | 0                  | 0                  | 0         | 0         | 0         | 0         | 0         | 6      | 1      | 0      | 0      | 1      |
| L. Linke      | 1             | 0             | 0             | 0             | 0             | -                 | -                 | -                 | -                 | -                 | -                  | -                  | -                  | -                  | -                  | -         | -         | -         | -         | -         | 1      | 0      | 0      | 0      | 0      |
| L. Stemmler   | 1             | 0             | 0             | 0             | 0             | -                 | -                 | -                 | -                 | -                 | -                  | -                  | -                  | -                  | -                  | -         | -         | -         | -         | -         | 1      | 0      | 0      | 0      | 0      |
| L. Stigrot    | 25            | 298           | 257           | 30            | 16            | 2                 | 23                | 22                | 1                 | 0                 | 1                  | 11                 | 10                 | 1                  | 0                  | 1         | 12        | 8         | 3         | 1         | 29     | 344    | 297    | 35     | 17     |
| S. Stöckmann  | 0             | 0             | 0             | 0             | 0             | -                 | -                 | -                 | -                 | -                 | -                  | -                  | -                  | -                  | -                  | -         | -         | -         | -         | -         | 0      | 0      | 0      | 0      | 0      |
| M. Storck     | 29            | 521           | 445           | 41            | 35            | 2                 | 44                | 36                | 5                 | 3                 | 1                  | 5                  | 5                  | 0                  | 0                  | 1         | 25        | 23        | 1         | 1         | 33     | 595    | 509    | 47     | 39     |
| S. Straube    | 23            | 9             | 4             | 3             | 2             | 2                 | 2                 | 1                 | 0                 | 1                 | 1                  | 0                  | 0                  | 0                  | 0                  | 1         | 0         | 0         | 0         | 0         | 27     | 11     | 5      | 3      | 3      |
| M. Strubbe    | 12            | 29            | 13            | 5             | 11            | 2                 | 1                 | 1                 | 0                 | 0                 | 1                  | 0                  | 0                  | 0                  | 0                  | 0         | 0         | 0         | 0         | 0         | 15     | 30     | 14     | 5      | 11     |
| C. Weitzel    | 29            | 258           | 163           | 63            | 32            | 2                 | 24                | 17                | 5                 | 2                 | 1                  | 11                 | 8                  | 2                  | 1                  | 1         | 13        | 7         | 4         | 2         | 33     | 306    | 195    | 74     | 37     |
| J. Wesser     | 0             | 0             | 0             | 0             | 0             | -                 | -                 | -                 | -                 | -                 | -                  | -                  | -                  | -                  | -                  | -         | -         | -         | -         | -         | 0      | 0      | 0      | 0      | 0      |

P = presenze; PT = punti totali; AV = attacchi vincenti; MV = muri vincenti; BV = battute vincenti